# Гневне воде (стрип)
Гневне воде је 8. епизода стрипа Џеремаја премијерно објављена у марту 1983. г. за француског издавача Novedi. Оригинални наслов епизоде гласи Les Eaux de colère. Епизоду је нацртао и написао Херман Ипен. Епизода је имала 45 страна.
У бившој Југославији, епизода је премијерно објављена у сарајевском месечнику Стрип арт бр. 36 под називом Бесне воде (str. 12-56) 1983. г. Свеска је коштала 40 динара (0,90 DEM; 0,38$).

## Кратак садржај
Џермаја и Курди долазе у Мотел код Шеве (Lark's Motel) у коме присуствују бахаћењу Лене Тошиде, размажене ћерке богатог магната. Џеремаја је пронашао посао, али Курди је смислио план да отме Лену и тражи откуп од њеног оца. Курди о томе не обавештава Џеремају, већ га шаље да одврати пажњу Ленином телохранитељу Максу док он киднапује Лену и води је у непознатом правцу. Ленин отац и његови људи крећу у потрагу за Курдијем и воде са собом Џеремају, који је беасн на Курдија због оваквог понашања. Не знајући где бежи, Курди залази у мочвару у којој живе чудна мочварна бића.

## Реприза у Србији
Епизода је репризно објављена у Србији у 3. тому Џеремаје под називом Гневна вода у издању Чаорбне књиге 2016. године.